# Državna cesta D434
D434 je državna cesta u Hrvatskoj. Ukupna duljina iznosi 0,63 km.

## Naselja
- Bobovje
- Mihaljekov Jarek